# Culex trifilatus
Culex trifilatus är en tvåvingeart som beskrevs av Edwards 1914. Culex trifilatus ingår i släktet Culex och familjen stickmyggor. Inga underarter finns listade i Catalogue of Life.